# Fédération professionnelle indépendante de la police

Logo de la FPIP

La Fédération professionnelle indépendante de la police (FPIP), créé en 1973, est un syndicat de la police nationale française classé à l'extrême droite par de nombreux observateurs,,,,,,,,.

## Historique
Il s'agit d'une scission de 1973 du Syndicat indépendant de la Police nationale, fondé en 1951. Le 3 juin 1983, elle organisa la manifestation, à la suite d'une fusillade avenue Trudaine à Paris, entre des membres d'Action directe et la police, lors de laquelle trois policiers trouvèrent la mort. Le responsable fédéral, Jacques Gaussens sera révoqué à la suite de cette manifestation, puis réintégré en 1986. Le secrétaire général de la FPIP, Didier Gamirdi, est lui aussi révoqué puis réintégré le 5 octobre 1984. Le syndicat publie un bulletin bimestriel : Police et Sécurité qui devint Police et Sécurité Magazine à partir de 1990, puis Police Information sécurité en avril 1995. En mai 1987, la FPIP créé l'association Les Amis de Police et Sécurité
En 1989, la FPIP prenait la défense des cinq gendarmes tués en intervention lors de la prise d'otages à Ouvéa en Nouvelle-Calédonie. Ces prises de positions furent vivement critiqués par l'Administration française.
Le 26 février 1992, seize policiers parmi lesquels quatre dirigeants de la FPIP, dont Philippe Bitault (président adjoint), étaient révoqués pour manifestation interdite (dépos de gerbe le 17 juin 1991 à la mémoire de Marie-Christine Baillet, policière assassinée à Mantes-la-Jolie),. .
Le 5 novembre 2009, la F.P.I.P. intègre la Confédération européenne de la police (EuroCop) qui regroupe 36 syndicats membres (syndicats et fédérations de Police) dans 27 pays.
La FPIP, milite pour la création d'une quatrième fonction publique de la sécurité regroupant tous les acteurs de la Sécurité Publique en France (police nationale, sapeurs-pompiers, administration pénitentiaire, douanes, etc.) comme il existe une fonction publique hospitalière.
En 2016, la FPIP quitte EuroCop pour s'associer à la Confédération française des travailleurs chrétiens (CFTC). Association qui prend fin en 2017.
| 1981 | 0,8 %                                               |
| 1985 | 5,5 %                                               |
| 1989 | 7 %                                                 |
| 1998 | 10,4 %                                              |
| 2001 | 8,67 %                                              |
| 2003 | 5,48 % (dans le corps de maîtrise et d’application) |
| 2006 | 4,73 % (dans le corps de maîtrise et d’application) |
| 2010 | 3,40 % (dans le corps de maîtrise et d’application) |

## Un regroupement de syndicats
La FPIP rassemble à partir de 1987 plusieurs syndicats policiers :
- Syndicat professionnel de la Police nationale (SPPN) syndiquant des gardiens de la paix.
- Syndicat professionnel des gradés de la Police (SPGP) syndiquant les brigadiers et les brigadiers-chefs[1]
- Syndicat des enquêteurs de Police[1]
- [réf. nécessaire] (SIPM-FPIP)

### Syndicat indépendant de la Police municipale - FPIP
Le Syndicat indépendant de la police municipale est un syndicat de police municipale. Il n'est pas considéré comme « représentatif » car il n'est pas affilié à une centrale syndicale.

## La Complainte des Policiers
Extrait de la Complainte des Policiers, chant inventé par la FPIP:

Alignés en phalange entière

Forts et virils, raides et trapus

Tant trahis par Gaston Defferre

Les policiers sont tous déçus.